# Laheycourt
Laheycourt – miejscowość i gmina we Francji, w regionie Grand Est, w departamencie Moza.
Według danych na rok 1990 gminę zamieszkiwało 445 osób, a gęstość zaludnienia wynosiła 25 osób/km² (wśród 2335 gmin Lotaryngii Laheycourt plasuje się na 630. miejscu pod względem liczby ludności, natomiast pod względem powierzchni na miejscu 242.).